# 디베잉왕
디베잉왕(버마어: ဒီပဲယင်းမင်း 디베잉밍) 또는 나웅더지왕(버마어: နောင်တော်ကြီးမင်း 나웅더지밍, 1734년 8월 10일 ~ 1763년 11월 28일)은 미얀마 꼰바웅 왕국의 제2대 국왕(재위 : 1760년 5월 11일 ~ 1763년 11월 28일)이다.